# Serie A 1961-1962 (pallacanestro femminile)
Il campionato di pallacanestro femminile 1961-1962 è stato il trentunesimo organizzato in Italia.
La formula della massima serie cambia ancora: ridotte a 25 le partecipanti, i gironi diventano tre da 7, 8 e 8 squadre. Le prime due di ogni girone vengono ammesse alla seconda fase: due gironi da tre squadre che si concludono nello scontro diretto al meglio di tre gare tra le due vincenti. La Fiat Torino vince il primo titolo, battendo in finale le campionesse uscenti dell'Udinese.

## Prima fase

### Girone A
|  |    | Classifica finale 1961-1962 | Pt | G  | V  | P  | PtF | PtS |
|  | -- | --------------------------- | -- | -- | -- | -- | --- | --- |
|  | 1. | Omsa Faenza                 | 22 | 12 | 10 | 2  | 655 | 400 |
|  | 2. | Fontana Bologna             | 20 | 12 | 8  | 4  | 500 | 368 |
|  | 3. | Ultravox Bologna            | 20 | 12 | 8  | 4  | 521 | 385 |
|  | 4. | CUS Roma                    | 19 | 12 | 7  | 5  | 552 | 417 |
|  | 5. | Cestistica Montecatini      | 19 | 12 | 7  | 5  | 539 | 388 |
|  | 6. | S.S. Napoli                 | 14 | 12 | 2  | 10 | 487 | 544 |
|  | 7. | Russo Foggia                | 12 | 12 | 0  | 12 | 178 | 928 |

### Girone B
|  |    | Classifica finale 1961-1962 | Pt | G  | V  | P  | PtF | PtS |
|  | -- | --------------------------- | -- | -- | -- | -- | --- | --- |
|  | 1. | Fiat Torino                 | 27 | 14 | 13 | 1  | 801 | 485 |
|  | 2. | L'Oreal Torino              | 27 | 14 | 13 | 1  | 713 | 450 |
|  | 3. | Onda Pavia                  | 22 | 14 | 8  | 6  | 677 | 613 |
|  | 4. | CUS Milano                  | 21 | 14 | 7  | 7  | 624 | 599 |
|  | 5. | Europhon Mantova            | 20 | 14 | 6  | 8  | 538 | 569 |
|  | 6. | Lanco Torino                | 19 | 14 | 5  | 9  | 538 | 566 |
|  | 7. | Salus et Virtus Piacenza    | 17 | 14 | 3  | 11 | 416 | 724 |
|  | 8. | Travaglini Busto Arsizio    | 15 | 14 | 1  | 13 | 431 | 733 |

### Girone C
|  |    | Classifica finale 1961-1962  | Pt | G  | V  | P  | PtF  | PtS |
|  | -- | ---------------------------- | -- | -- | -- | -- | ---- | --- |
|  | 1. | A.P. Udinese                 | 28 | 14 | 14 | 0  | 1001 | 410 |
|  | 2. | Standa Milano                | 26 | 14 | 12 | 2  | 899  | 550 |
|  | 3. | Philco Trieste               | 22 | 14 | 8  | 6  | 684  | 652 |
|  | 4. | Pejo Brescia                 | 20 | 14 | 6  | 8  | 475  | 596 |
|  | 5. | Silver Treviso               | 19 | 14 | 5  | 9  | 534  | 804 |
|  | 6. | Cestistica Venezia           | 19 | 14 | 5  | 9  | 587  | 723 |
|  | 7. | Portorico Vicenza            | 18 | 14 | 4  | 10 | 497  | 671 |
|  | 8. | C.M.M. Nazario Sauro Trieste | 16 | 14 | 2  | 12 | 551  | 812 |

## Seconda fase

### Girone A
|  |    | Classifica finale 1961-1962 | Pt | G | V | P | PtF | PtS |
|  | -- | --------------------------- | -- | - | - | - | --- | --- |
|  | 1. | Fiat Torino                 | 8  | 4 | 4 | 0 | 231 | 167 |
|  | 2. | Standa Milano               | 6  | 4 | 2 | 2 | 220 | 167 |
|  | 3. | Omsa Faenza                 | 4  | 4 | 0 | 4 | 138 | 255 |

### Girone B
|  |    | Classifica finale 1961-1962 | Pt | G | V | P | PtF | PtS |
|  | -- | --------------------------- | -- | - | - | - | --- | --- |
|  | 1. | A.P. Udinese                | 8  | 4 | 4 | 0 | 234 | 164 |
|  | 2. | L'Oreal Torino              | 6  | 4 | 2 | 2 | 179 | 178 |
|  | 3. | Fontana Bologna             | 4  | 4 | 0 | 4 | 154 | 225 |

## Terza fase
- A.P. Udinese-Fiat Torino 47-41; 28-46; 55-57

La gara-3 è stata disputata a Verona il 3 giugno 1962.

## Verdetti
- Fiat Torino campione d'Italia 1961-1962 (Bassino, Teresina Cirio, Marianna Del Mestre, Ornella Donda, Frola, Silvana Grisotto, Fiorenza Lavia, Ogrizovich, Franca Ronchetti, Giovanna Sesto. Allenatore: Pellegrino).
- CUS Roma, Cestistica Montecatini, S.S. Napoli, Russo Foggia, Europhon Mantova, Lanco Torino, Salus et Virtus Piacenza, Travaglini Busto Arsizio, Silver Treviso, Cestistica Venezia (poi ripescata), Portorico Vicenza e C.M.M. Nazario Sauro Trieste retrocedono.
- A.P. Udinese rinuncia all'iscrizione.